# Nymphaea
Nymphaea is een geslacht van waterplanten uit de waterleliefamilie (Nymphaeaceae). Er zijn ongeveer vijftig soorten in het geslacht, dat een kosmopolitische verspreiding kent.

## Soorten
- Nymphaea alba L. -- Witte waterlelie
- Nymphaea alexii S.W.L.Jacobs & Hellq.
- Nymphaea amazonum Mart. & Zucc.
- Nymphaea ampla (Salisb.) DC.
- Nymphaea blanda G.F.W. Meyer
- Nymphaea caerulea Savigny – Blauwe lotus
- Nymphaea candida C.Presl & J.Presl – Noordelijke waterlelie
- Nymphaea capensis Thunb.
  - Nymphaea capensis var. capensis Thunb.
- Nymphaea conardii Wiersema
- Nymphaea ×daubenyana W.T. Baxter ex Daubeny
- Nymphaea elegans Hook.
- Nymphaea gigantea
- Nymphaea glandulifera Rodschied
- Nymphaea jacobsii
- Nymphaea jamesoniana Planch.
- Nymphaea leibergii Morong
- Nymphaea lotus L. – Tijgerlotus
- Nymphaea mexicana Zucc.
- Nymphaea micrantha
- Nymphaea nouchali Burm. f.
- Nymphaea odorata Ait.
- Nymphaea pubescens Willd.
- Nymphaea rudgeana G.F.W. Mey.
- Nymphaea tetragona Georgi
- Nymphaea thermarum Eb.Fisch
- Nymphaea ×thiona Ward
- Nymphaea violacea

... · 
Barclaya · 
Euryale · 
Nuphar · 
Nymphaea · 
Victoria · 
...